# Niepełnosprawność intelektualna w stopniu głębokim
Niepełnosprawność intelektualna w stopniu głębokim (upośledzenie umysłowe głębokie), dawniej idiotyzm – najcięższy klasyfikacyjnie typ niepełnosprawności umysłowej, odpowiadający rozwojowi dorosłego człowieka na poziomie 3. roku życia lub niższym. Na poziomie tym występuje całkowita degradacja życia psychicznego. W skrajnych przypadkach osoby głęboko upośledzone nie wykraczają poza poziom życia wegetatywnego. Daje się zauważyć brak jakichkolwiek reakcji korowych, a funkcjonowanie jest zgodne z reakcjami bezwarunkowymi, przy czym nawet na poziomie tych reakcji występują zaburzenia, objawiające się np. zniesieniem lub istotnym ograniczeniem czucia bólu.
Osoby głęboko upośledzone umysłowo nie są zdolne do samodzielnego życia i wymagają nieustannej opieki ze strony otoczenia, toteż częściej zwracano uwagę na niskie postępy w pracy wychowawczej niż na możliwości rozwojowe tych dzieci. Rokowania wychowawcze są bardzo słabe. Czasami przy wielkich wysiłkach i po długim czasie udaje się wyrobić nawyk sygnalizowania potrzeb fizjologicznych, a w związku z rozwojem (przy dużym nakładzie sił i środków) motoryki, także do pewnych nawyków samoobsługi. Opieka nad osobą głęboko upośledzoną umysłowo jest bardzo wyczerpująca. Wymaga bowiem, oprócz stosowania wielu zabiegów usprawniających i pielęgnacyjnych, dużej koncentracji uwagi i stałej obecności opiekuna. Szczególnie trudna jest sytuacja rodzin wychowujących dziecko z tym upośledzeniem.
IQ poniżej 20 w skali Wechslera.